# وزارت آموزش ایالات فدرال میکرونزی
وزارت آموزش ایالات فدرال میکرونزی سازمان آموزش در کشور ایالات فدرال میکرونزی است. دفتر مرکزی آن در شهر پالیکیر در ایالت پوناپی است.